# Andro (Grecia)
Andro o Andros (in greco Άνδρος?) è un'isola della Grecia, la più settentrionale dell'arcipelago delle Cicladi. È lunga circa 40 chilometri e la larghezza massima è di circa 16 chilometri. La superficie è prevalentemente montagnosa con numerose valli e corsi d'acqua.

## Amministrazione
A seguito della riforma amministrativa detta piano Kallikratis in vigore dal 2011, l'isola è un'unità periferica nella periferia dell'Egeo Meridionale costituita dall'unico comune omonimo con 9 285 abitanti al censimento 2001.
Apparteneva fino al 2010 alla prefettura delle Cicladi.

### Località
Le principali località, comuni autonomi fino al 2010, sono le seguenti:
- Andros;
- Korthio;
- Ydrousa.